# Lanzamiento de satélites
{{autotrad|
El Lanzamiento de satélites（Chino：放卫星,Pinyin：fang weixing） se refiere a una campaña de construcción socialista en China que comenzó en 1958 en medio del Gran Salto Adelante en una carrera por el éxito. Durante el Gran Salto Adelante, el bulo prevalecía en todas partes, con informes falsos y propaganda exagerada sobre la producción de alimentos, como los falsos:“trigo satélites”、“arroz satélites”、“maíz satélites”、"tabaco para hornear satélite" y actos similares que se producen en todos los ámbitos de la vida se denominan colectivamente “satélite”. Hoy en día, se utiliza para referirse a afirmaciones poco realistas, jactanciosas, grandilocuentes y exageradas.

## Introducción al incidente

### El origen del nombre
El 4 de octubre de 1957, la Unión Soviética lanzó con éxito el primer satélite artificial, el Sputnik 1.

### Principales proceso
El 8 de junio de 1958, el Diario del Pueblo un pomposo informe de que "Henan Suiping de la Sociedad Agrícola Satélite de la provincia de Henan alcanzó un rendimiento medio de trigo de 5 mu de 2.105 Jin", que se convirtió en el primer satélite de rendimiento de mu publicado por el Movimiento del Gran Salto Adelante.
Después de mucha publicidad por parte del Diario del Pueblo y otros medios de comunicación, y de las observaciones in situ organizadas por el gobierno, las masas de todas partes siguieron el ejemplo con alegría, y en el clímax posterior de las sucesivas publicaciones por satélite de los rendimientos del trigo mu en todo el país, las cifras falsas aumentaron gradualmente, por ejemplo: el 13 de agosto, la Agencia de Noticias Xinhua informó de la aparición del "primer campo del mundo" en una comunidad en Jiangyuan, Macheng, provincia de Hubei Por ejemplo, el 13 de agosto, la agencia de noticias Xinhua informó de que una comunidad de Jiangyuan, Macheng, provincia de Hubei, había logrado el "primer campo del mundo", con un rendimiento de arroz temprano de 36.900 kg. A continuación, se produjo un nuevo clímax de reportajes y propaganda relacionados en las principales emisiones, periódicos y revistas, y el Central News Record Film Studio también filmó "Boiling Guangxi" y "Harvest Song" para difundir la noticia de los altos rendimientos por todo el país.
Al final de la etapa de liberación de satélites, alrededor del 25 de septiembre, el mayor rendimiento de trigo por mu fue de 8.586 Jin en el primer equipo de producción de la granja Saishik de Qingshai Qaidam Basin, y el mayor rendimiento de arroz por mu fue de 130.435 Jin en el Guangxi Huanjiang Hongqi.

### Impacto de seguimiento
La tergiversación de la producción por parte de los cuadros en beneficio propio ha llevado a la prevalencia de la "pompa bulo" en el conjunto de la sociedad, y a que la producción social se divorcie de la realidad.